# 2016-os Formula–1 osztrák nagydíj
Az osztrák nagydíj volt a 2016-os Formula–1 világbajnokság kilencedik futama, amelyet 2016. július 1. és július 3. között rendeztek meg az osztrák Red Bull Ringen, Spielbergben.

## Szabadedzések

### Első szabadedzés
Az osztrák nagydíj első szabadedzését július 1-jén, pénteken délelőtt tartották.
| helyezés | versenyző          | csapat/motor         | elért idő | különbség | futott kör |
| -------- | ------------------ | -------------------- | --------- | --------- | ---------- |
| 1        | Nico Rosberg       | Mercedes             | 1:07,373  | −         | 37         |
| 2        | Lewis Hamilton     | Mercedes             | 1:07,730  | +0,357    | 34         |
| 3        | Sebastian Vettel   | Ferrari              | 1:08,022  | +0,649    | 28         |
| 4        | Kimi Räikkönen     | Ferrari              | 1:08,222  | +0,849    | 31         |
| 5        | Daniel Ricciardo   | Red Bull-TAG Heuer   | 1:08,528  | +1,155    | 35         |
| 6        | Carlos Sainz Jr.   | Toro Rosso-Ferrari   | 1:08,803  | +1,430    | 34         |
| 7        | Felipe Massa       | Williams-Mercedes    | 1:08,824  | +1,451    | 39         |
| 8        | Max Verstappen     | Red Bull-TAG Heuer   | 1:08,962  | +1,589    | 21         |
| 9        | Danyiil Kvjat      | Toro Rosso-Ferrari   | 1:08,990  | +1,617    | 32         |
| 10       | Valtteri Bottas    | Williams-Mercedes    | 1:08,998  | +1,625    | 40         |
| 11       | Romain Grosjean    | Haas-Ferrari         | 1:09,078  | +1,705    | 34         |
| 12       | Nico Hülkenberg    | Force India-Mercedes | 1:09,280  | +1,907    | 43         |
| 13       | Jenson Button      | McLaren-Honda        | 1:09,365  | +1,992    | 31         |
| 14       | Fernando Alonso    | McLaren-Honda        | 1:09,567  | +2,194    | 30         |
| 15       | Kevin Magnussen    | Renault              | 1:09,707  | +2,334    | 24         |
| 16       | Pascal Wehrlein    | Manor-Mercedes       | 1:09,775  | +2,402    | 34         |
| 17       | Jolyon Palmer      | Renault              | 1:09,851  | +2,478    | 28         |
| 18       | Marcus Ericsson    | Sauber-Ferrari       | 1:09,929  | +2,556    | 35         |
| 19       | Esteban Gutiérrez  | Haas-Ferrari         | 1:10,110  | +2,737    | 20         |
| 20       | Felipe Nasr        | Sauber-Ferrari       | 1:10,314  | +2,941    | 26         |
| 21       | Rio Haryanto       | Manor-Mercedes       | 1:10,493  | +3,120    | 21         |
| 22       | Alfonso Celis, Jr. | Force India-Mercedes | 1:10,860  | +3,487    | 37         |

### Második szabadedzés
Az osztrák nagydíj második szabadedzését július 1-jén, pénteken délután tartották.
| helyezés | versenyző         | csapat/motor         | elért idő | különbség | futott kör |
| -------- | ----------------- | -------------------- | --------- | --------- | ---------- |
| 1        | Nico Rosberg      | Mercedes             | 1:07,967  | −         | 25         |
| 2        | Lewis Hamilton    | Mercedes             | 1:07,986  | +0,019    | 19         |
| 3        | Nico Hülkenberg   | Force India-Mercedes | 1:08,580  | +0,613    | 28         |
| 4        | Sebastian Vettel  | Ferrari              | 1:08,589  | +0,622    | 25         |
| 5        | Daniel Ricciardo  | Red Bull-TAG Heuer   | 1:08,649  | +0,682    | 30         |
| 6        | Carlos Sainz Jr.  | Toro Rosso-Ferrari   | 1:08,713  | +0,746    | 32         |
| 7        | Max Verstappen    | Red Bull-TAG Heuer   | 1:08,761  | +0,794    | 20         |
| 8        | Kimi Räikkönen    | Ferrari              | 1:08,820  | +0,853    | 23         |
| 9        | Valtteri Bottas   | Williams-Mercedes    | 1:08,941  | +0,974    | 24         |
| 10       | Jenson Button     | McLaren-Honda        | 1:08,994  | +1,027    | 30         |
| 11       | Fernando Alonso   | McLaren-Honda        | 1:09,075  | +1,108    | 26         |
| 12       | Felipe Massa      | Williams-Mercedes    | 1:09,184  | +1,217    | 17         |
| 13       | Danyiil Kvjat     | Toro Rosso-Ferrari   | 1:09,207  | +1,240    | 26         |
| 14       | Sergio Pérez      | Force India-Mercedes | 1:09,226  | +1,259    | 32         |
| 15       | Kevin Magnussen   | Renault              | 1:09,525  | +1,558    | 19         |
| 16       | Jolyon Palmer     | Renault              | 1:10,020  | +2,053    | 23         |
| 17       | Pascal Wehrlein   | Manor-Mercedes       | 1:10,034  | +2,067    | 20         |
| 18       | Esteban Gutiérrez | Haas-Ferrari         | 1:10,138  | +2,171    | 16         |
| 19       | Marcus Ericsson   | Sauber-Ferrari       | 1:10,140  | +2,173    | 19         |
| 20       | Romain Grosjean   | Haas-Ferrari         | 1:10,400  | +2,433    | 31         |
| 21       | Felipe Nasr       | Sauber-Ferrari       | 1:10,444  | +2,477    | 22         |
| 22       | Rio Haryanto      | Manor-Mercedes       | 1:11,328  | +3,361    | 25         |

### Harmadik szabadedzés
Az osztrák nagydíj harmadik szabadedzését július 2-án, szombaton délelőtt tartották.
| helyezés | versenyző         | csapat/motor         | elért idő | különbség | futott kör |
| -------- | ----------------- | -------------------- | --------- | --------- | ---------- |
| 1        | Sebastian Vettel  | Ferrari              | 1:07,098  | −         | 20         |
| 2        | Kimi Räikkönen    | Ferrari              | 1:07,234  | +0,136    | 26         |
| 3        | Lewis Hamilton    | Mercedes             | 1:07,308  | +0,210    | 20         |
| 4        | Daniel Ricciardo  | Red Bull-TAG Heuer   | 1:07,639  | +0,541    | 22         |
| 5        | Max Verstappen    | Red Bull-TAG Heuer   | 1:07,761  | +0,663    | 22         |
| 6        | Valtteri Bottas   | Williams-Mercedes    | 1:07,814  | +0,716    | 23         |
| 7        | Felipe Massa      | Williams-Mercedes    | 1:07,831  | +0,733    | 27         |
| 8        | Nico Hülkenberg   | Force India-Mercedes | 1:08,285  | +1,187    | 23         |
| 9        | Jenson Button     | McLaren-Honda        | 1:08,304  | +1,206    | 19         |
| 10       | Fernando Alonso   | McLaren-Honda        | 1:08,327  | +1,229    | 17         |
| 11       | Sergio Pérez      | Force India-Mercedes | 1:08,442  | +1,344    | 26         |
| 12       | Esteban Gutiérrez | Haas-Ferrari         | 1:08,475  | +1,377    | 22         |
| 13       | Pascal Wehrlein   | Manor-Mercedes       | 1:08,534  | +1,436    | 29         |
| 14       | Romain Grosjean   | Haas-Ferrari         | 1:08,550  | +1,452    | 21         |
| 15       | Kevin Magnussen   | Renault              | 1:08,569  | +1,471    | 31         |
| 16       | Danyiil Kvjat     | Toro Rosso-Ferrari   | 1:08,786  | +1,688    | 32         |
| 17       | Jolyon Palmer     | Renault              | 1:08,939  | +1,841    | 27         |
| 18       | Carlos Sainz Jr.  | Toro Rosso-Ferrari   | 1:09,008  | +1,910    | 11         |
| 19       | Rio Haryanto      | Manor-Mercedes       | 1:09,116  | +2,018    | 28         |
| 20       | Marcus Ericsson   | Sauber-Ferrari       | 1:09,137  | +2,039    | 25         |
| 21       | Felipe Nasr       | Sauber-Ferrari       | 1:09,557  | +2,459    | 20         |
| 22       | Nico Rosberg      | Mercedes             | 1:10,959  | +3,861    | 16         |

## Időmérő edzés
Az osztrák nagydíj időmérő edzését július 2-án, szombaton futották.
| helyezés              | rajtszám | versenyző         | csapat/motor         | 1. rész  | 2. rész    | 3. rész  | rajthely   | futott kör |
| --------------------- | -------- | ----------------- | -------------------- | -------- | ---------- | -------- | ---------- | ---------- |
| 1                     | 44       | Lewis Hamilton    | Mercedes             | 1:06,947 | 1:06,228   | 1:07,922 | 1          | 21         |
| 2                     | 6        | Nico Rosberg      | Mercedes             | 1:06,516 | 1:06,403   | 1:08,465 | 6[1]       | 20         |
| 3                     | 27       | Nico Hülkenberg   | Force India-Mercedes | 1:07,385 | 1:07,257   | 1:09,285 | 2          | 25         |
| 4                     | 5        | Sebastian Vettel  | Ferrari              | 1:06,761 | 1:06,602   | 1:09,781 | 9[1]       | 18         |
| 5                     | 22       | Jenson Button     | McLaren-Honda        | 1:07,653 | 1:07,572   | 1:09,900 | 3          | 22         |
| 6                     | 7        | Kimi Räikkönen    | Ferrari              | 1:07,240 | 1:06,940   | 1:09,901 | 4          | 21         |
| 7                     | 3        | Daniel Ricciardo  | Red Bull-TAG Heuer   | 1:07,500 | 1:06,840   | 1:09,980 | 5          | 20         |
| 8                     | 77       | Valtteri Bottas   | Williams-Mercedes    | 1:07,148 | 1:06,911   | 1:10,440 | 7          | 18         |
| 9                     | 33       | Max Verstappen    | Red Bull-TAG Heuer   | 1:07,131 | 1:06,866   | 1:11,153 | 8          | 17         |
| 10                    | 19       | Felipe Massa      | Williams-Mercedes    | 1:07,419 | 1:07,145   | 1:11,977 | boxutca[2] | 21         |
| 11                    | 21       | Esteban Gutiérrez | Haas-Ferrari         | 1:07,660 | 1:07,578   |          | 11         | 18         |
| 12                    | 94       | Pascal Wehrlein   | Manor-Mercedes       | 1:07,565 | 1:07,700   |          | 12         | 17         |
| 13                    | 8        | Romain Grosjean   | Haas-Ferrari         | 1:07,662 | 1:07,850   |          | 13         | 19         |
| 14                    | 14       | Fernando Alonso   | McLaren-Honda        | 1:07,671 | 1:08,154   |          | 14         | 12         |
| 15                    | 55       | Carlos Sainz Jr.  | Toro Rosso-Ferrari   | 1:07,618 | idő nélkül |          | 15         | 10         |
| 16                    | 11       | Sergio Pérez      | Force India-Mercedes | 1:07,657 | idő nélkül |          | 16         | 5          |
| 17                    | 20       | Kevin Magnussen   | Renault              | 1:07,941 |            |          | 17         | 10         |
| 18                    | 30       | Jolyon Palmer     | Renault              | 1:07,965 |            |          | 19[3]      | 9          |
| 19                    | 88       | Rio Haryanto      | Manor-Mercedes       | 1:08,026 |            |          | 20[3]      | 11         |
| 20                    | 26       | Danyiil Kvjat     | Toro Rosso-Ferrari   | 1:08,409 |            |          | boxutca[4] | 8          |
| 21                    | 9        | Marcus Ericsson   | Sauber-Ferrari       | 1:08,418 |            |          | 18         | 12         |
| 22                    | 12       | Felipe Nasr       | Sauber-Ferrari       | 1:08,446 |            |          | 21[3]      | 13         |
| 107%-os idő: 1:11,172 |          |                   |                      |          |            |          |            |            |

Megjegyzés:
- ↑ 1:  — Nico Rosberg és Sebastian Vettel autójában a 3. szabadedzésen történt baleseteiket követően sebességváltót kellett cserélni, ezért 5-5 rajthelyes büntetést kaptak.[2][3]
- ↑ 2:  — Felipe Massa autóján a futam előtt orrkúpot cseréltek, ezzel pedig megsértették a parc fermé szabályait, ezért a boxutcából kellett rajtolnia.[4]
- ↑ 3:  — Jolyon Palmer, Rio Haryanto és Felipe Nasr sárga zászló hatálya alatt túllépték a megengedett sebességet, ezért 3-3 rajthelyes büntetést kaptak.[5]
- ↑ 4:  — Danyiil Kvjat autóját az időmérő edzésen történt balesetét követően újra kellett építeni (új kasztni és sebességváltó), ezért a boxutcból kellett rajtolnia.[6]

## Futam
Az osztrák nagydíj futama július 3-án, vasárnap rajtolt.
| helyezés | rajtszám | versenyző         | csapat/motor         | futott kör | idő/kiesés oka | rajthely | pont |
| -------- | -------- | ----------------- | -------------------- | ---------- | -------------- | -------- | ---- |
| 1        | 44       | Lewis Hamilton    | Mercedes             | 71         | 1:27:38,107    | 1        | 25   |
| 2        | 33       | Max Verstappen    | Red Bull-TAG Heuer   | 71         | +5,719         | 8        | 18   |
| 3        | 7        | Kimi Räikkönen    | Ferrari              | 71         | +6,024         | 4        | 15   |
| 4        | 6        | Nico Rosberg      | Mercedes             | 71         | +26,710        | 6        | 12   |
| 5        | 3        | Daniel Ricciardo  | Red Bull-TAG Heuer   | 71         | +30,981        | 5        | 10   |
| 6        | 22       | Jenson Button     | McLaren-Honda        | 71         | +37,706        | 3        | 8    |
| 7        | 8        | Romain Grosjean   | Haas-Ferrari         | 71         | +44,668        | 13       | 6    |
| 8        | 55       | Carlos Sainz Jr.  | Toro Rosso-Ferrari   | 71         | +47,400        | 15       | 4    |
| 9        | 77       | Valtteri Bottas   | Williams-Mercedes    | 70         | +1 kör         | 7        | 2    |
| 10       | 94       | Pascal Wehrlein   | Manor-Mercedes       | 70         | +1 kör         | 12       | 1    |
| 11       | 21       | Esteban Gutiérrez | Haas-Ferrari         | 70         | +1 kör         | 11       |      |
| 12       | 30       | Jolyon Palmer     | Renault              | 70         | +1 kör         | 19       |      |
| 13       | 12       | Felipe Nasr       | Sauber-Ferrari       | 70         | +1 kör         | 21       |      |
| 14       | 20       | Kevin Magnussen   | Renault              | 70         | +1 kör         | 17       |      |
| 15       | 9        | Marcus Ericsson   | Sauber-Ferrari       | 70         | +1 kör         | 18       |      |
| 16       | 88       | Rio Haryanto      | Manor-Mercedes       | 70         | +1 kör         | 20       |      |
| 17[1]    | 11       | Sergio Pérez      | Force India-Mercedes | 69         | fékek          | 16       |      |
| 18[1]    | 14       | Fernando Alonso   | McLaren-Honda        | 64         | akkumulátor    | 14       |      |
| 19[1]    | 27       | Nico Hülkenberg   | Force India-Mercedes | 64         | fékek          | 2        |      |
| 20[1]    | 19       | Felipe Massa      | Williams-Mercedes    | 63         | fékek          | boxutca  |      |
| ki       | 5        | Sebastian Vettel  | Ferrari              | 26         | defekt         | 9        |      |
| ki       | 26       | Danyiil Kvjat     | Toro Rosso-Ferrari   | 2          | műszaki hiba   | boxutca  |      |

Megjegyzés:
- ↑ 1:  — Sergio Pérez, Fernando Alonso, Nico Hülkenberg és Felipe Massa nem tudták befejezni a versenyt, de helyezésüket értékelték, mivel a teljes versenytáv több, mint 90%-át teljesítették.

## A világbajnokság állása a verseny után
| H   | Versenyzők       | Pont | H   | Konstruktőrök        | Pont |
| --- | ---------------- | ---- | --- | -------------------- | ---- |
| 1.  | Nico Rosberg     | 153  | 1.  | Mercedes             | 295  |
| 2.  | Lewis Hamilton   | 142  | 2.  | Ferrari              | 192  |
| 3.  | Sebastian Vettel | 96   | 3.  | Red Bull-TAG Heuer   | 168  |
| 4.  | Kimi Räikkönen   | 96   | 4.  | Williams-Mercedes    | 92   |
| 5.  | Daniel Ricciardo | 88   | 5.  | Force India-Mercedes | 59   |
| 6.  | Max Verstappen   | 72   | 6.  | Toro Rosso-Ferrari   | 36   |
| 7.  | Valtteri Bottas  | 54   | 7.  | McLaren-Honda        | 32   |
| 8.  | Sergio Pérez     | 39   | 8.  | Haas-Ferrari         | 28   |
| 9.  | Felipe Massa     | 38   | 9.  | Renault              | 6    |
| 10. | Romain Grosjean  | 28   | 10. | Manor-Mercedes       | 1    |

(A teljes táblázat)

## Statisztikák
- Vezető helyen:
  - Lewis Hamilton: 22 kör (1-21) és (71)
  - Kimi Räikkönen: 1 kör (22)
  - Sebastian Vettel: 4 kör (23-26)
  - Nico Rosberg: 39 kör (27-55) és (61-70)
  - Max Verstappen: 5 kör (56-60)
- Lewis Hamilton 46. győzelme, 54. pole-pozíciója és 30. leggyorsabb köre, ezzel 10. mesterhármasa.
- A Mercedes 53. győzelme.
- Lewis Hamilton 93., Max Verstappen 2., Kimi Räikkönen 84. dobogós helyezése.